# Рафаел Гарсия Валиньо
Рафаел Гарсия Валиньо (на испански: Rafael García Valiño) е испански генерал, който се бие за националистическата фракция по време на Испанската гражданска война.

## Биография
Валиньо е роден в Толедо и се записва в пехотната академия на петнадесет години. През 1916 г. получава служба като лейтенант, доброволно се бие в испанската армия на Африка. В Мароко е раняван няколко пъти и е повишен в майор, поради полевите си резултати. През 1935 г. учи във Висшето военно училище.

### Испанска гражданска война
Избухването на Гражданската война го изненадва, тъй като прекарва лятото на баския бряг. Валиньо пресича републиканските линии, за да стигне до Памплона, където да се присъедини към Националистическата армия на Севера, водена от Емилио Мола. Той командва няколко карлистки части и с Първа наварска бригада участва в Северната кампания. След като е повишен в полковник командва Първа дивизия на Навара, с която се бие в Теруел и в кампанията на Арагон, заедно с тези на Аранда до Средиземно море, като по този начин разрязва републиканската зона на две. Също така командва армейски корпус в битката XYZ в битката при Ебро и участва в офанзивата в Каталония. Валиньо ръководи армията на Маестрасго в последната офанзива на Гражданската война в Испания.

### Франкистка Испания
След Гражданската война е назначен за главнокомандващ на Мелиля. През 1942 г. става началник-щаб на армията. През 1944 г. участва в боевете срещу нашествието от испанските маки. През 1947 г. е произведен в генерал-лейтенант и началник на VII военно окръжие. От 1951 до 1956 г. е върховен комисар на испанския протекторат в Мароко. През 1957 г. е назначен за директор на Висшето училище на армията, а по-късно и за главнокомандващ на Първо военно окръжие, длъжност, която заема до 1964 г.
През 1965 г. създава Air Spain.